# Sun Yujie
Yujie Sun (em chinês: 孙玉洁, pinyin: Sūn Yùjié; Anshan, 10 de agosto de 1992) é uma esgrimista chinesa que conquistou uma medalha de ouro, uma de prata e uma de bronze nos Jogos Olímpicos, além de ter alcançado um título mundial em 2015 e dois títulos dos Jogos Asiáticos em 2014.
Sun iniciou a prática da esgrima em 2000, quando tinha oito anos. Em 2004, foi escolhida para integrar a equipe de esgrima da província de Liaoningue, e em 2008, passou a fazer parte da seleção nacional da China.

## Palmarès
Jogos Olímpicos
| Ano  | Local          | Evento             | Posição | Ref.   |
| ---- | -------------- | ------------------ | ------- | ------ |
| 2012 | Londres        | Espada por equipes | 1.ª     | [ 10 ] |
| 2016 | Rio de Janeiro | Espada por equipes | 2.ª     | [ 11 ] |
| 2012 | Londres        | Espada individual  | 3.ª     | [ 12 ] |

Campeonato Mundial
| Ano  | Local   | Evento             | Posição | Ref.   |
| ---- | ------- | ------------------ | ------- | ------ |
| 2015 | Moscou  | Espada por equipes | 1.ª     | [ 7 ]  |
| 2011 | Catânia | Espada individual  | 2.ª     | [ 13 ] |
| 2011 | Catânia | Espada por equipes | 2.ª     | [ 13 ] |
| 2017 | Lípsia  | Espada por equipes | 2.ª     | [ 14 ] |

Jogos Asiáticos
| Ano  | Local  | Evento             | Posição | Ref.   |
| ---- | ------ | ------------------ | ------- | ------ |
| 2014 | Goyang | Espada individual  | 1.ª     | [ 9 ]  |
| 2014 | Goyang | Espada por equipes | 1.ª     | [ 8 ]  |
| 2010 | Cantão | Espada por equipes | 2.ª     | [ 13 ] |